# Battaglia del Mincio (1814)
La battaglia del Mincio fu combattuta l'8 febbraio 1814 fra l'esercito franco-italiano del viceré del Regno d'Italia, Eugenio di Beauharnais, ed un'armata austriaca comandata dal feldmaresciallo Bellegarde durante la campagna d'Italia.
Al termine di una giornata di aspri combattimenti, le due armate contrapposte si ritrovarono nelle posizioni iniziali di partenza senza che nessuna delle due fosse riuscita a raggiungere gli obiettivi prefissati alla vigilia. Fu una delle battaglie tatticamente più insolite mai combattute nei fronti europei, dato che le due parti si ritrovarono a fronteggiarsi su ambedue le sponde del fiume Mincio a fronti rovesciati, senza che una si fosse resa conto dei movimenti dell'altra.

## Contesto storico

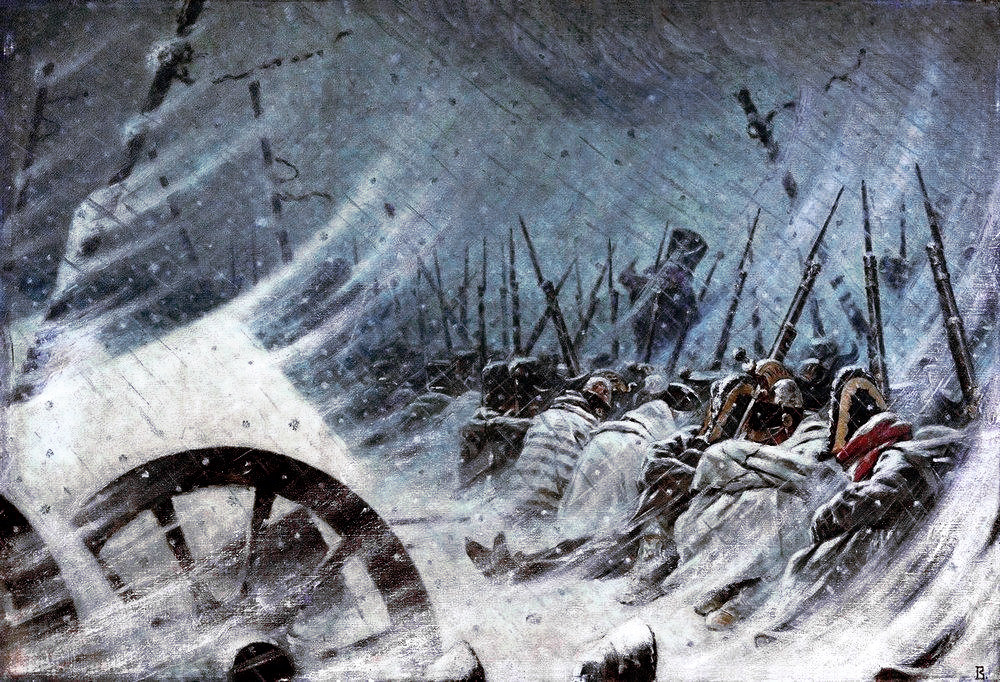
La Grande Armée affronta l'inverno russo

La Grande Armée versava in una condizione pietosa dopo la fine della campagna di Napoleone in Russia: degli oltre 600000 uomini partiti, ne tornarono meno di un decimo, quasi tutti stremati dal freddo e dalla fame. Non passò molto tempo prima che la Prussia decidesse di cambiare schieramento ed attaccare le deboli forze francesi, al momento ferme in Polonia.
Napoleone, chiamando una leva straordinaria, riuscì a raccogliere un esercito sufficiente ad affrontare le armate prussiane e russe in Germania, ottenendo due buone vittorie a Lutzen e Bautzen, ma senza riuscire a sconfiggere definitivamente il nemico. L'armistizio di Pleiswitz, ordito dagli austriaci, non portò ad alcun cambiamento favorevole ai napoleonici: non solo la guerra proseguì, ma anche la Svezia, prima neutrale, e l'Austria stessa, formalmente alleata della Francia ma mantenutasi neutrale, entrarono in guerra dalla parte della Coalizione.

## Antefatti

### Il fronte italiano

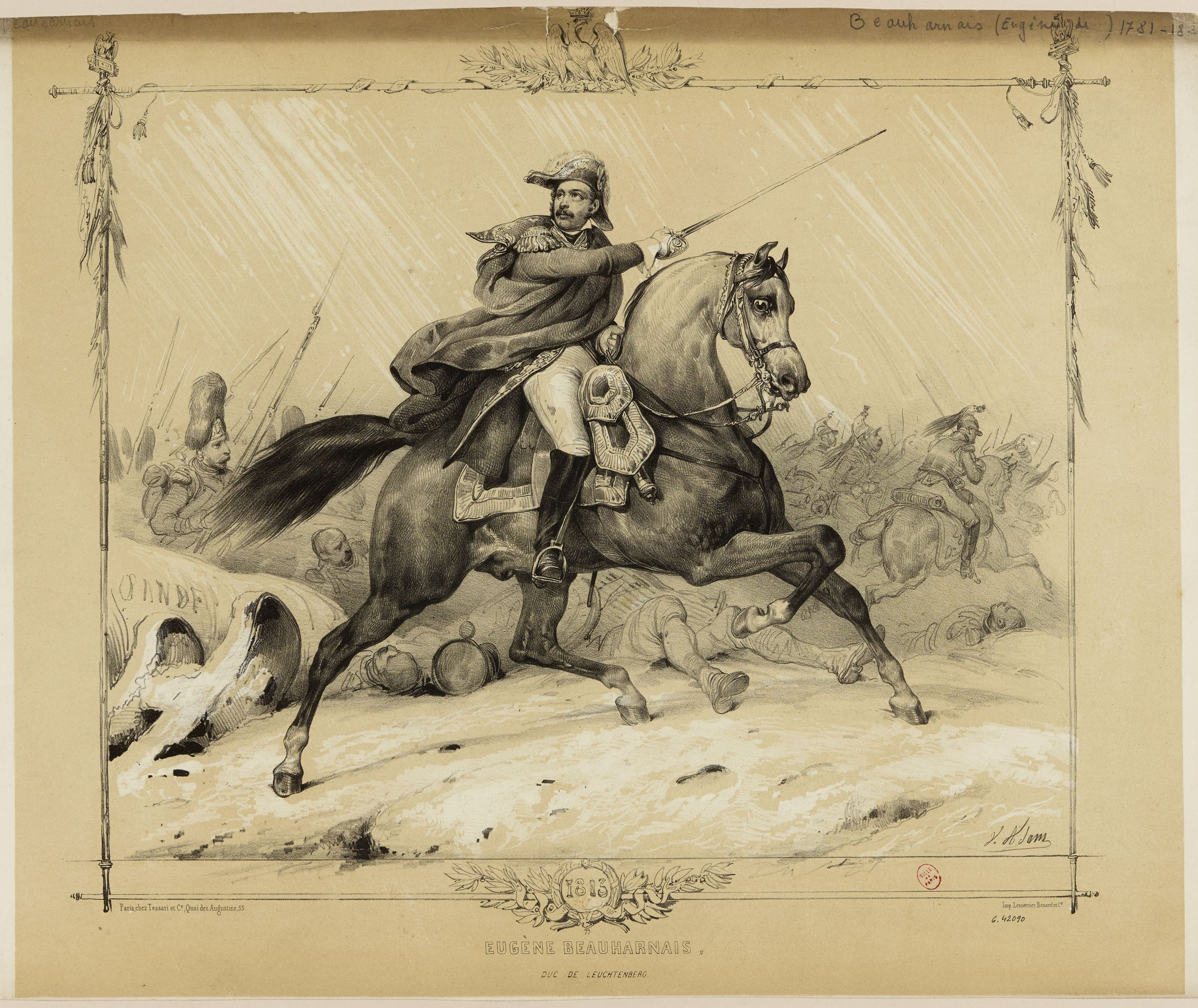
Eugenio di Beauharnais in combattimento nel 1813

L'ingresso dell'impero asburgico nel conflitto segnava l'apertura di un nuovo fronte a sud, tra l'Italia e le Province Illiriche. Napoleone, avendo parzialmente intuito la strategia austriaca, aveva preventivamente inviato il proprio figliastro e viceré d'Italia, Eugenio di Beauharnais, a Milano per raccogliere un nuovo esercito e gestire il fronte italiano. Dopo un inizio promettente, le forze di Eugenio furono rapidamente costrette a retrocedere sulla linea dell'Adige: la tremenda sconfitta di Lipsia aveva avuto un impatto notevole sulla fedeltà degli alleati della Francia, causando la defezione della Baviera e conseguentemente minacciando le retrovie di Eugenio se questi fosse rimasto in Friuli.
Arretrato in Veneto, Eugenio difese efficacemente la linea dell'Adige dalle forze del maresciallo austriaco Hiller, sconfiggendo dapprima un forte distaccamento austriaco nei pressi di Caldiero e resistendo pochi giorni dopo ad un attacco a San Martino e San Michele. Il 22 novembre giunse una proposta del re di Baviera, Massimiliano I Giuseppe, suocero di Eugenio, che garantiva lui il trono del Regno d'Italia in caso di una sua defezione. Eugenio, da sempre fedele al padre adottivo, rifiutò la proposta, continuando nella lotta. Dopo questi eventi, il fronte cadde in uno stato di inerzia: nessuno scontro rilevante si verificò per mesi sulla linea dell'Adige, sebbene il corpo di Nugent, terminato l'assedio di Trieste, fosse sbarcato nel Polesine e stesse trovando dei buoni risultati.

### Eugenio retrocede sul Mincio
Dopo il ritorno dalla Germania, il maresciallo Murat, re di Napoli, cercò di trovare una soluzione per mantenere il proprio trono alla fine del conflitto. Aveva già avviato in precedenza dei contatti con l'Austria e con l'Inghilterra, sebbene questi ultimi si fossero conclusi in un nulla di fatto. Nonostante ciò, Murat, complice anche un errore del diplomatico inglese Aberdeen, riuscì a trovare un accordo con gli austriaci, la cui priorità era strappare a Napoleone quanti più alleati possibile. A gennaio 1814, l'intesa tra le due parti era stata raggiunta: Murat avrebbe combattuto contro i napoleonici e questo gli sarebbe valso l'appoggio austriaco nella sua lotta per il trono partenopeo.

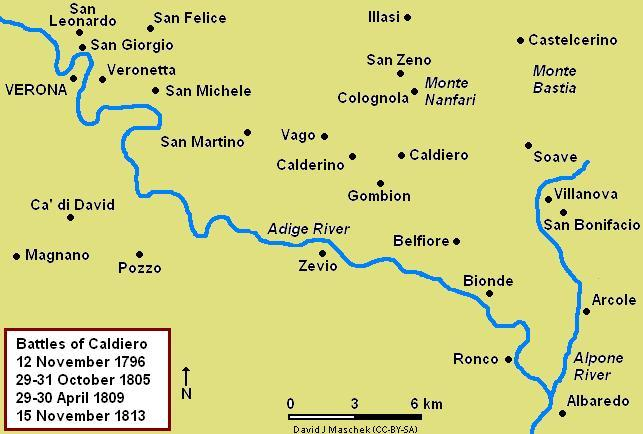
Mappa del Veronese

Nel frattempo, per non destare eccessivi sospetti, aveva mobilitato il proprio esercito, composto da circa 30000 uomini ed aveva iniziato a risalire la penisola. I primi sospetti sulle ragioni di questo comportamento si ebbero quando i suoi generali, invece di avviarsi sulla linea del Po per combattere le forze asburgiche, si fermarono ad occupare le principali città italiane, come ad esempio Roma ed Ancona. Ulteriori rapporti epistolari tra Eugenio e Murat contribuirono ad alimentare i dubbi sulla fedeltà di Murat alla causa francese. Comprendendo di non poter più contare sul maresciallo, Eugenio dovette ricorrere a delle misure drastiche per mantenere stabili le sue difese di fronte alla possibilità dell'ingresso delle forze napoletane nella Coalizione. Non essendo possibile difendere contemporaneamente il Quadrilatero ed il Po tra Piacenza e Borgoforte, Eugenio decise di abbandonare Verona e Legnago, mantenendo solo le fortezze di Mantova e Peschiera, schierando il suo esercito lungo la linea del Mincio. Il movimento iniziò il 3 febbraio e venne completato entro il 5, giorno in cui gli austriaci del maresciallo Bellegarde, subentrato a Hiller, entrarono nella città scaligera. Vi fu anche un piccolo combattimento tra due distaccamenti dei due eserciti nei pressi di Villafranca.

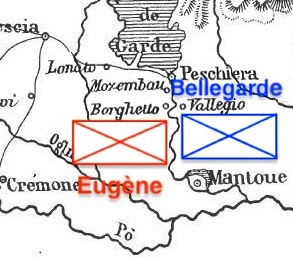
Posizione degli eserciti prima della battaglia del Mincio

Eugenio, considerando critica la situazione, decise di passare all'attacco, piuttosto che difendersi passivamente: avrebbe attraversato il Mincio e colpito gli austriaci a Villafranca con il grosso del suo esercito. Se l'attacco fosse riuscito, gli austriaci, grazie all'imprevedibilità della manovra stessa, avrebbero subito pesanti perdite ed avrebbero necessariamente dovuto ritirarsi, concedendo tempo e risorse ad Eugenio per spostarsi rapidamente sull'altra sponda del Po e colpire gli austro-napoletani. Se avesse fallito, avrebbe comunque potuto facilmente difendere la linea del Mincio, una delle posizioni difensive migliori d'Italia. Le rassicurazioni da parte di Murat che egli non avrebbe attaccato i franco-italiani, almeno per il momento, permettevano ad Eugenio di lasciare parzialmente scoperto il Po ed utilizzare a pieno le sue forze nella manovra contro Bellegarde. Ad ogni modo, l'obiettivo principale del viceré non era vincere, ma guadagnare tempo.
Bellegarde, d'altra parte, aveva ricevuto un rapporto che evidenziava il movimento dell'artiglieria di Eugenio verso Cremona e sull'abbandono di Valeggio: il maresciallo austriaco si convinse che il viceré d'Italia stesse per arretrare nuovamente la propria linea difensiva e pianificò di avanzare per inseguirlo. Il 6 febbraio ebbe un incontro con Murat a Bologna e, dopo aver trattato a proposito dell'occupazione dell'Emilia-Romagna, chiese al maresciallo e a Nugent, nel frattempo trasferito assieme al suo corpo sotto il comando dei napoletani, di attaccare Piacenza, in modo da garantirsi un facile passaggio del Mincio grazie al diversivo. In realtà, solo Nugent si mosse nelle vicinanze di Reggio e Parma, senza però ingaggiare le posizioni di Gratien e Severoli.

## Le forze in campo

### L'esercito franco-italiano

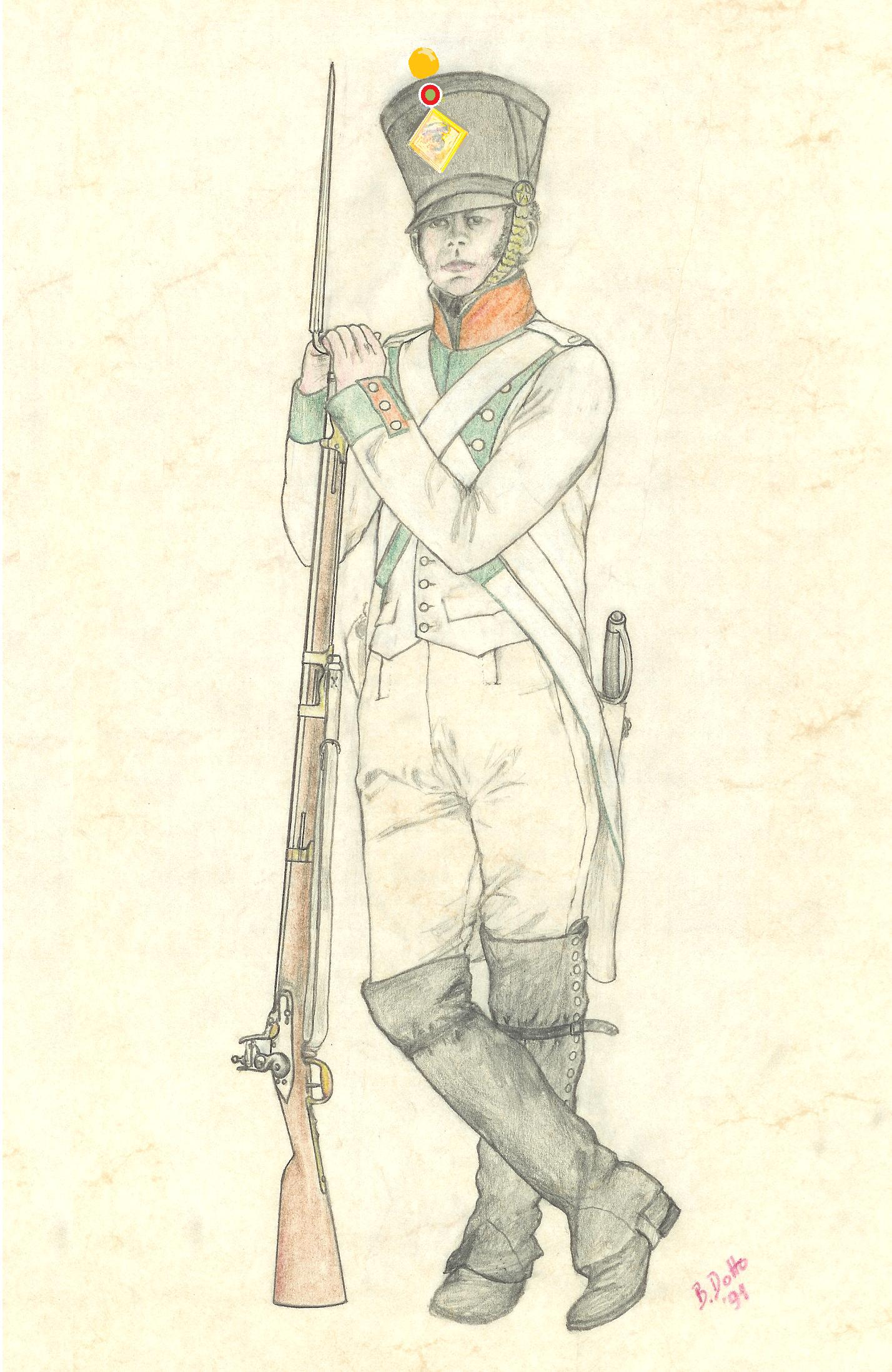
Fuciliere del 3º reggimento di fanteria di linea italiano

Nonostante il grosso dell'esercito italiano fosse andato perduto in Russia, Eugenio si era sforzato di creare un'armata sufficientemente preparata per contrastare gli austriaci. Ad agosto disponeva di circa 50000 uomini, ma questi erano andati scemando, complici gli scontri con le forze asburgiche e le numerose diserzioni che seguirono alla ritirata verso l'Adige, tanto che nella seconda parte di dicembre aveva a propria disposizione al massimo 32000 uomini. I rinforzi arrivarono nella seconda metà di dicembre e nei primi giorni di gennaio: in parte si trattava delle truppe di Severoli, di ritorno dalla Spagna, in parte di coscritti. Nel complesso, il totale delle forze del suo esercito era tornato ai livelli di agosto.
Una parte delle forze disponibili era necessariamente posizionata sull'altra sponda del Po, a contrastare i movimenti di Nugent e le armate di Murat. Un altro distaccamento era impegnato nella zona di Brescia, per evitare che qualche divisione austriaca potesse scendere dal Tirolo e presentarsi alle spalle dei franco-italiani. L'esercito franco-italiano su suddiviso in due gruppi: le divisioni di Rouyer, Marcognet e Zucchi furono affidate al generale Grenier; quelle di Fressinet, Palombini e Quesnel furono poste sotto la supervisione di Verdier. Sulla linea del Mincio, il giorno precedente alla battaglia, erano schierate la maggior parte delle truppe napoleoniche, circa 33000 uomini e 44 cannoni. Ad ogni modo, la qualità di queste truppe, per la maggior parte coscritti alle prime esperienze, lasciava parecchio a desiderare.
Il giorno 7 febbraio, la disposizione delle truppe di Eugenio fu la seguente:
- la divisione Rouyer era piazzato a Mantova, con due battaglioni distaccati a Borgoforte;
- la divisione Marcognet controllava Pozzolo e dintorni;
- la divisione Zucchi si trovava anch'essa a Mantova, con due battaglioni posti a Governolo e Borgoforte;
- la divisione Quesnel controllava Goito e dintorni;
- la divisione Fressinet occupava Borghetto e Volta, di fronte a Pozzolo;
- la divisione Palombini copriva Peschiera e Monzambano;
- la cavalleria fu divisa in tre brigate, rispettivamente posizionate a Mantova, Goito e l'ultima tra Rivalta, Saracinesco e Castellucchio;
- la guardia reale fu posizionata a Mantova, dove era stabilito il quartier generale di Eugenio.[41][44]

### L'esercito austriaco

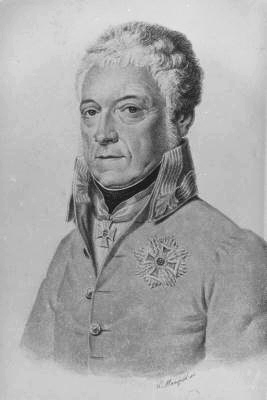
Il feldmaresciallo Bellegarde

Tra i due eserciti, quello austriaco fu sicuramente il più "fortunato": pur partendo con numeri leggermente inferiori rispetto ai franco-italiani, il numero dei suoi soldati era andato in crescendo in seguito all'occupazione dell'Illiria. La sconfitte autunnali avevano parzialmente contribuito ad assottigliare i ranghi, ma l'arrivo di rinforzi dal fronte tedesco tra dicembre e gennaio aveva riportato il numero di soldati a circa 55000 unità. Di queste, una consistente parte, circa 17000 unità totali, fu impiegata per bloccare le fortezze di Mantova e Peschiera, la prima sotto il generale Mayer mentre la seconda sotto Vlašić, mentre una brigata sotto il comando di Stanisavljevic era impegnata sul lago d'Idro. Quindi complessivamente, sulla linea del Mincio Bellegarde non aveva più di 35000 unità di fanteria e 3500 di cavalleria. Differentemente dai franco-italiani, le truppe di Bellegarde erano in buon numero veterani o comunque soldati ben addestrati.
Il 7 febbraio il quartier generale austriaco fu spostato da Verona a Villafranca. La disposizione delle forze austriache per il giorno della battaglia fu la seguente:
- Sommariva ricevette l'ordine di recarsi sulle alture di Castelnuovo e Salionze, minacciando di attraversare a Monzambano;[52]
- von Radivojevich si posizionò a Valeggio, con l'ordine di attraversare il Mincio il giorno seguente con le brigate Bogdan e Steffanini;[53]
- la brigata di Vécsey avrebbe formato l'estrema sinistra dello schieramento e si sarebbe stabilita a Pozzolo, con il corpo di Mayer a fare da riserva se necessario;[54]
- Pflacher si posizionò dietro a Valeggio, sostenendo von Radivojevich.[55]
- Merville, originariamente posto a fianco di Pflacher, ricevette a Sommacampagna nella notte tra il 7 e l'8 l'ordine di spostarsi su una piccola altura dietro a Pozzolo.[55][56]

Inoltre, fu chiesto a Mayer di mantenersi il più vicino possibile alla sponda del Mincio nei pressi di Mantova e valutare un possibile attraversamento delle sue truppe nei pressi di Goito.

## La battaglia

### I primi scontri tra Cereta e Monzambano

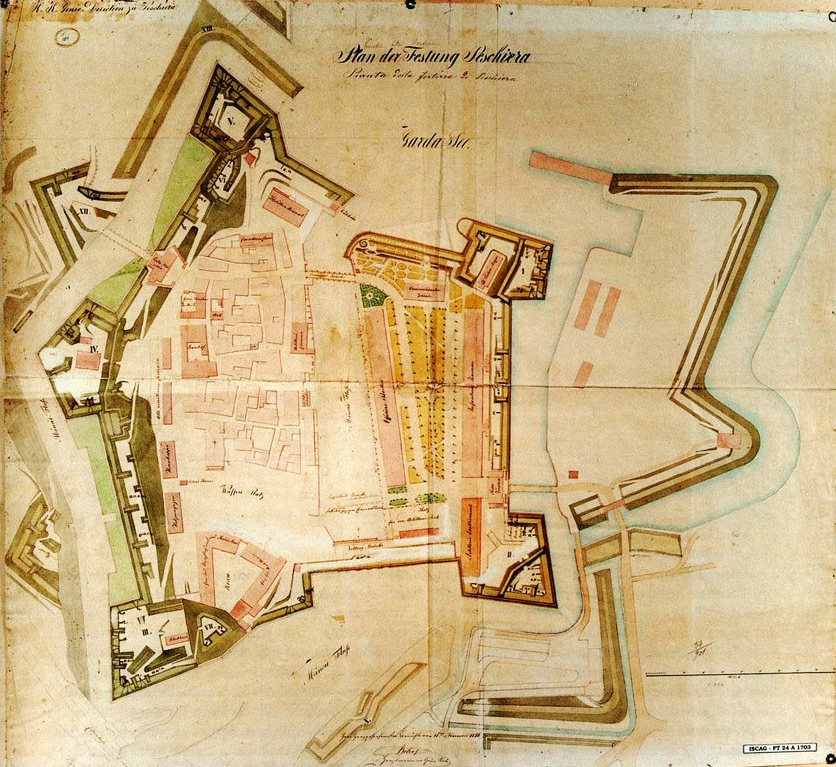
Fortezza di Peschiera nell'Ottocento

La notte tra il 7 e l'8 febbraio trascorse tranquilla, con entrambi gli eserciti a compiere gli ultimi spostamenti nel massimo silenzio. Mentre il generale Fressinet prendeva le sue misure per affrettare il raduno della sua divisione sulle alture di Monzambano, compì l'imprudenza di ritirare durante la notte gli avamposti stabiliti fino a quel momento sul corso del Mincio da Monzambano fino a Pozzolo, interrompendo ogni tipo di sorveglianza del fiume nei pressi di Valeggio. I cacciatori della brigata Steffanini, senza farsi notare e senza incontrare la minima resistenza, presero posizione sulla sponda destra del Mincio tra le 3 e le 4 del mattino, iniziando la costruzione di un ponte di barche all'altezza dei mulini di Volta e riparando un ponte in pietra parzialmente distrutto dai francesi in precedenza. Mentre le brigate Steffanini e Bogdan superavano senza incidenti il Mincio a Valeggio e a Borghetto, il generale Vécsey aveva fatto lo stesso più a valle, a Pozzolo: costruito un ponte di barche e fatto guadare il fiume dalla cavalleria, si apprestò a giungere sulla riva sinistra del Mincio con la sua brigata, operazione compiuta senza intoppi verso le 9:30 del mattino.
I primi scontri tra le due fazioni non tardarono ad arrivare: nei pressi di Valeggio, la cavalleria austriaca attaccò le ultime posizioni della retroguardia di Fressinet, nei pressi di Olfino. Mentre un battaglione di fanteria e due squadroni a cavallo respingevano gli austriaci, Verdier si recò di persona ad Olfino a monitorare la situazione, molto più grave del previsto: l'intero corpo di von Radivojevich e la testa della divisione di Pflacher erano a Valeggio. Verdier ordinò immediatamente a Fressinet di cessare il proprio movimento e di organizzare una linea di difesa tra il monte Oliveto ed il Mincio, posizionandosi dietro al torrente che scorre ad Olfino. Al generale Palombini fu ordinato di tornare a Peschiera. Pochi chilometri più a nord, Fenner era giunto nei pressi di Monzambano ma, trovando il letto del fiume troppo profondo e fangoso per attraversarlo immediatamente, decise di sorvegliare la sponda del fiume in attesa dell'arrivo di Sommariva.

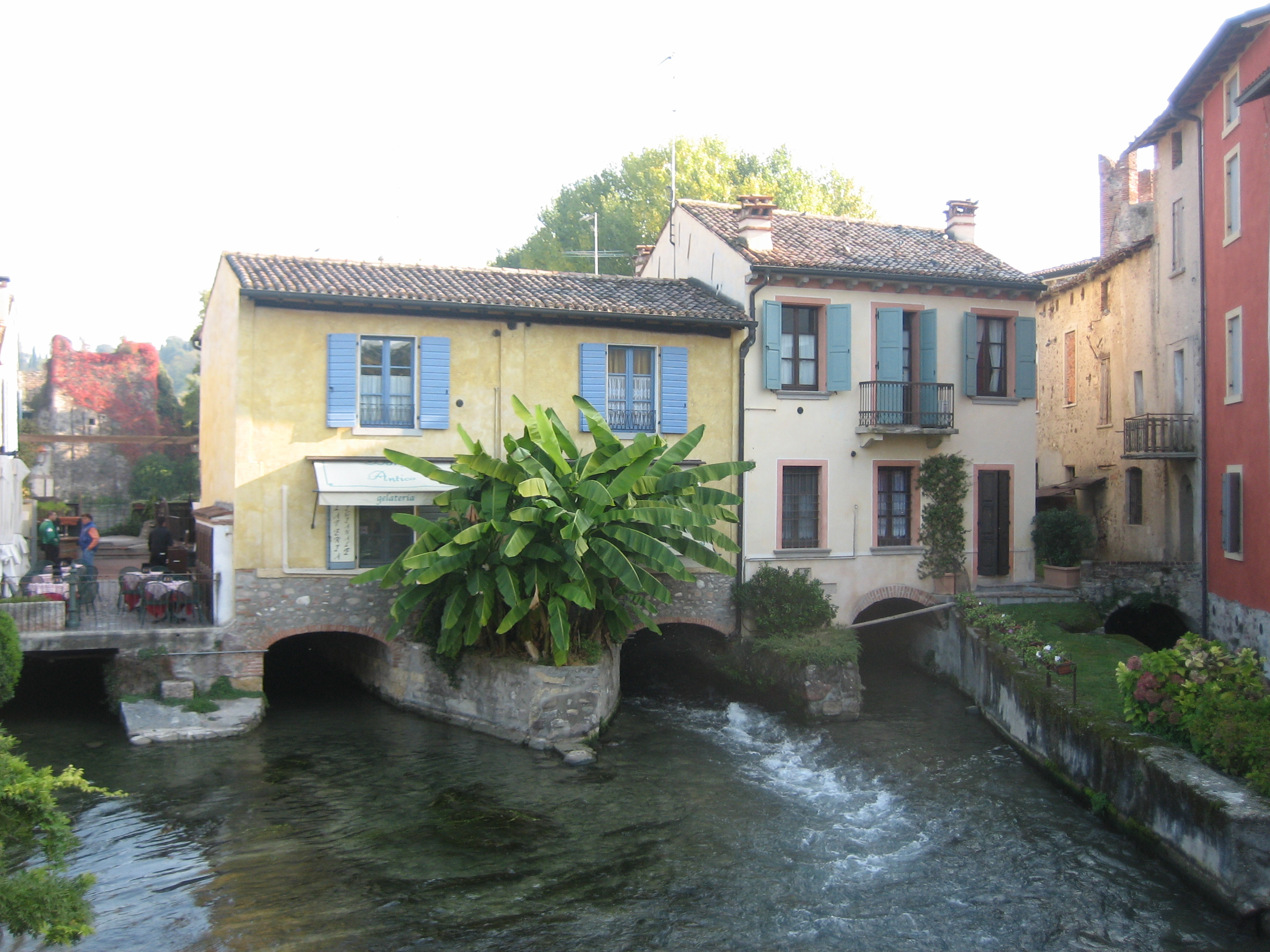
Mulini sul Mincio a Borghetto

Allo stesso tempo, la cavalleria di Vécsey si era addentrata nel territorio francese ed aveva incontrato tra Cereta e Cerlongo alcuni reparti della brigata del generale Bonnemains privi di alcuna scorta: un fulmineo attacco degli ulani mise in fuga i francesi. Parte di questi giunse a Goito, dove si diffuse la notizia dell'arrivo degli austriaci, alimentando il panico. Solo la disciplina impedì loro di abbandonare la postazione. In quel frangente, a Pozzolo giunse la divisione di Merville, che a seconda dei casi avrebbe dovuto rinforzare Vécsey o Mayer. Trovando l'ambiente tranquillo e sentendo i colpi dei cannoni di Radivojevich allontanarsi, si convinse dell'andamento favorevole della battaglia e si piazzò con su una piccola altura a nord di Pozzolo, schierando in due linee prima i granatieri di Stutterheim e poi 10 dei 40 squadroni di Wrede.
La cavalleria austriaca riferì a von Radivojevich della presenza e della posizione dei franco-italiani. Bogdan inviò due reggimenti per scacciarli: dopo un iniziale successo contro la prima linea di Verdier, questi furono messi in difficoltà e costretti a richiedere ulteriore supporto. Nonostante l'intervento della cavalleria del tenente colonnello Bretfeld, gli austriaci furono costretti a ripiegare. Fu allora che le forze asburgiche appresero di avere contro l'intera divisione di Fressinet ed un'ulteriore brigata. Verdier volle approfittare del vantaggio per occupare il monte Oliveto, cosa che non aveva ancora fatto, ma ormai era già troppo tardi: Bellegarde era stato informato da Radivojevich del passaggio a Valeggio e da Vécsey che non vi era traccia dei francesi sul quel versante del fiume. Bellegarde inviò il generale Best oltre il Mincio ad occupare la catena di alture che si estende fino al monte Oliveto e allo stesso tempo Vécsey si diresse in supporto del centro austriaco. Entrambi arrivarono prima che Verdier occupasse l'altura e riuscirono a mantenerne il possesso per il resto della giornata. Verdier, osservando i movimenti austriaci, rinunciò all'offensiva ed arretrò la propria posizione, posizionando la divisione di Fressinet dietro al canale Redone, ai piedi del monte Giacomotti. L'unico reparto austriaco rimasto a Valeggio era la brigata di Quosdanovich. Sfruttando la superiorità numerica, von Radivojevich voleva aggirare la destra di Fressinet e scalzarlo dalla sua posizione. Questo piano fu sventato dal generale francese, grazie al valore dimostrato dalle truppe e ad una batteria perfettamente piazzata sul monte Giacomotti. L'attacco del centro austriaco fu quindi efficacemente bloccato dagli uomini di Verdier.

### La sinistra austriaca viene cacciata

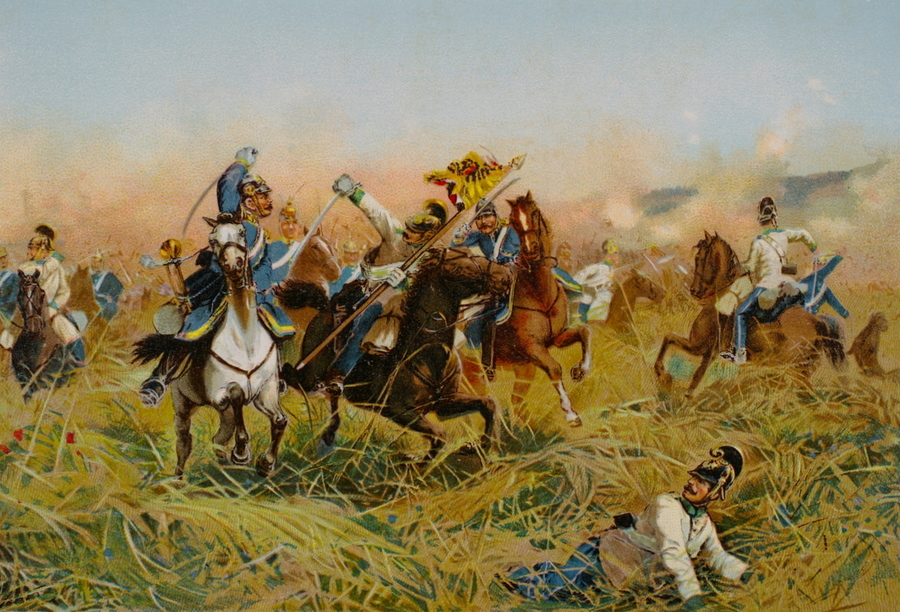
Rappresentazione di uno scontro tra squadroni di dragoni

Mentre i combattimenti al centro proseguivano, nulla fece sospettare a Bellegarde la propria sinistra, formata da Mayer, Merville e Vécsey, potesse essere in pericolo. Ad ogni modo, prese la precauzione di inviare il tenente Kohl a fare rapporto sulla condizione della propria ala sinistra. Questi prima raggiunse Merville, dove constatò non vi fosse alcun movimento francese, e ripartì in direzione di Marengo una volta appresa la strada. Pochi minuti dopo la sua partenza da Pozzolo, le prime sparatorie, provenienti dai poderi di Malavicina, iniziarono a farsi sentire. Infatti, il viceré Eugenio, non avendo ricevuto notizia dell'attacco austriaco, aveva iniziato la propria manovra offensiva, attraversando il ponte di Goito e dirigendosi verso Roverbella. Le forze austriache su quel lato erano particolarmente vulnerabili: non solo erano estese su un fronte così lungo da non potersi sostenere a vicenda, ma una parte della divisione al comando del generale Watlet (precisamente un battaglione del reggimento Reisky, mezza batteria ed uno squadrone di dragoni Hohenlohe), era stata incaricata di marciare da Marengo verso Goito, indebolendo ulteriormente la posizione austriaca nei pressi di Mantova. Giunto a metà strada tra Goito e Marengo, Watlet notò le due colonne francesi di Eugenio dirigersi da Goito verso Massimbona. Il generale austriaco fermò immediatamente il proprio movimento ed aprì il fuoco sulla seconda colonna, la più piccola delle due, composta da soli tre battaglioni e 450 uomini di cavalleria. Nel frattempo, le forze francesi di Zucchi e Grenier attaccarono tutta la linea degli avamposti austriaci che avrebbero dovuto contribuire al blocco di Mantova. La schiacciante superiorità numerica dei francesi permise loro di rovesciare piuttosto rapidamente gran parte delle postazioni austriache. Quelle che resistettero al primo attacco furono presto circondate dalla cavalleria e costrette a deporre le armi.

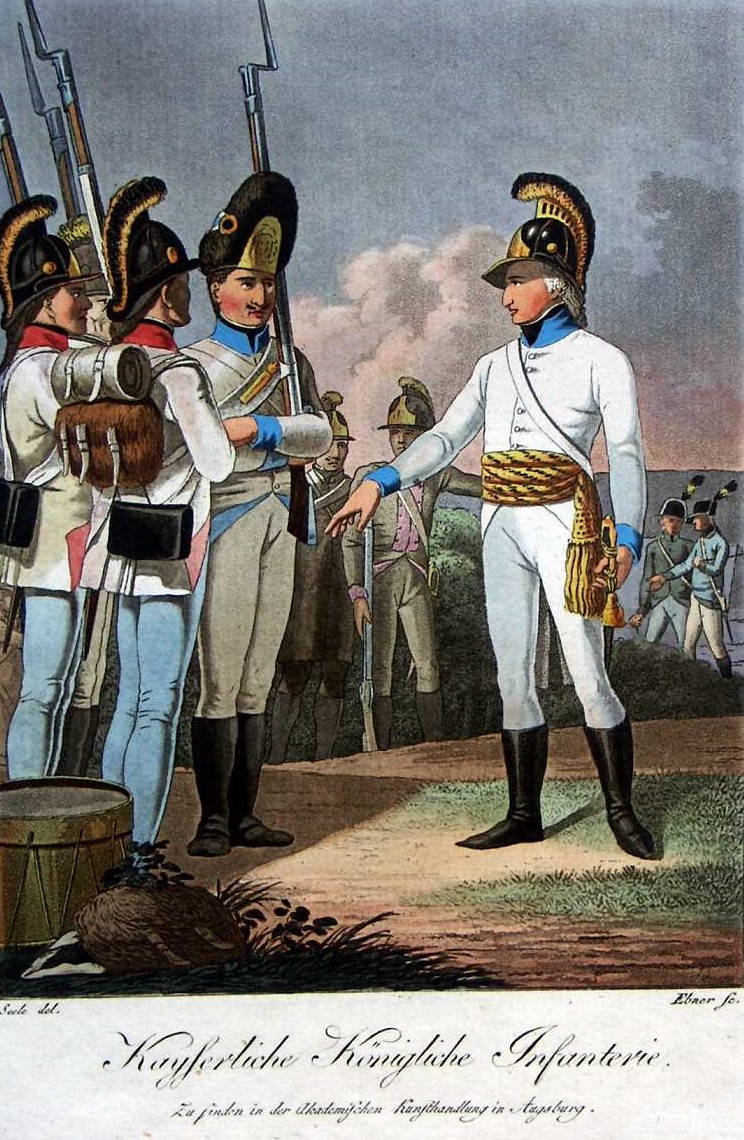
Fanteria austriaca

L'avanguardia di Bonnemains collegava la colonna di Eugenio a quella di Grenier, che seguiva la strada tra Mantova e Verona e intendeva unirsi alla colonna del viceré, mentre Zucchi, percorrendo la strada verso Castiglione Mantovano, cercava di aggirare la sinistra delle forze di blocco austriache. Nel frattempo, la sinistra austriaca era in totale crisi: quasi tutti gli avamposti erano stati rovesciati; le comunicazioni con le brigate di Fölseis ed Eckhardt erano interrotte e Watlet, sopraffatto dalla colonna francese, per non essere aggirato dovette abbandonare la posizione e ripiegare su Roverbella, dove i francesi arrivarono poco dopo. Mayer compì la drastica scelta di rinunciare a difendere Roverbella e ripiegò su Mozzecane, non senza fatica, con le truppe restanti. I francesi, che avevano appena preso 500 soldati e 12 ufficiali austriaci, proseguirono nella loro marcia, non sapendo nulla del movimento di Bellegarde a causa della fitta nebbia presente in pianura, nella convinzione di trovare il centro dell'esercito austriaco ancorato a Villafranca. L'avanguardia di Bonnemains fu incaricata di andare in avanscoperta a Belvedere mentre le colonne di Eugenio e Grenier avanzavano parallele, seguite sul fianco da Zucchi, che stava marciando verso Pellaloco.
Eugenio voleva aspettare Verdier, che non era ancora arrivato alla posizione stabilita, fece andare avanti Grenier verso Verona, mentre egli si sarebbe avvicinato al punto in cui Fressinet avrebbe dovuto attraversare il Mincio. Fece svoltare la divisione di Quesnel tra Quaderni e Belvedere, facendone coprire la sinistra dalla brigata di cavalleria di Perreymond, che avrebbe percorso la strada tra Marengo e Valeggio, passando per Pozzolo. Mentre Mayer si preparava a ritirarsi a Mozzecane, intendendo bloccare la strada che conduceva a Villafranca, ove si trovavano tutti i bagagli, le provviste e la riserva dell'artiglieria austriaca, Eugenio iniziò a sentire i primi colpi di cannone provenienti dalla posizione di Verdier. Salito sulle alture di Massimbona, non appena diradata la nebbia, fu pienamente in grado di constatare che gli austriaci stavano attaccando in forze la sua sinistra, notando anche il movimento di una colonna austriaca da Borghetto verso Monzambano.

### L'attacco francese verso Pozzolo e Valeggio
Tutto divenne improvvisamente chiaro agli occhi del comandante francese: non solo l'esercito di Bellegarde aveva abbandonato la posizione di Villafranca, dove inizialmente la sua colonna e quella di Grenier erano dirette, ma era giunto con la quasi totalità delle truppe sull'altra sponda del fiume, pressando le forze di Verdier, ormai isolato. All'improvviso, ai franco-italiani rimasero solo due valide opzioni per evitare il disastro: proseguire con l'offensiva sulla riva orientale, sperando nella resistenza degli uomini di Verdier o intervenire in loro soccorso, ripercorrendo i propri passi e attraversando il fiume una seconda volta. Eugenio si ritrovò a dover prendere una decisione cruciale in un tempo rapidissimo: se Verdier non fosse riuscito a resistere Bellegarde avrebbe potuto bloccare Verdier e Palombini a Peschiera ma d'altra parte, sarebbero occorse almeno quattro o sei ore per attraversare il fiume a Goito e piombare sugli austriaci da sud con la colonna di Grenier e parte di quella di Eugenio. Erano già le dieci del mattino, quindi i combattimenti si sarebbero svolti con le ultime luci del giorno, forse ugualmente troppo tardi. Inoltre, ripiegando, la divisione Zucchi sarebbe rimasta esposta alle forze austriache adesso concentrate a Mozzecane, il che rappresentava una condizione assai spiacevole da dover affrontare. L'unica azione che poteva concretamente aiutare l'ala sinistra francese era un attacco in forze contro gli ultimi reparti austriaci rimasti sulla sponda orientale del fiume: se le forze di Eugenio fossero riuscite a scalzare e disperdere le poche brigate rimaste a difesa dei passaggi di Pozzolo e Valeggio, l'intero gruppo al comando di von Radivojevich si sarebbe ritrovato isolato in mezzo ad un territorio ostile, in una posizione nettamente peggiore di quella di Verdier, che restava critica e si sarebbe solo aggravata con il passare delle ore. In sostanza, Eugenio decise razionalmente di accollarsi un pesante ma potenzialmente vantaggioso azzardo: un suo successo a Valeggio avrebbe costretto Bellegarde a ripiegare a Bussolengo, probabilmente a Rivoli Veronese. Un risultato molto migliore di quanto avrebbe potuto sperare attaccando a Villafranca.

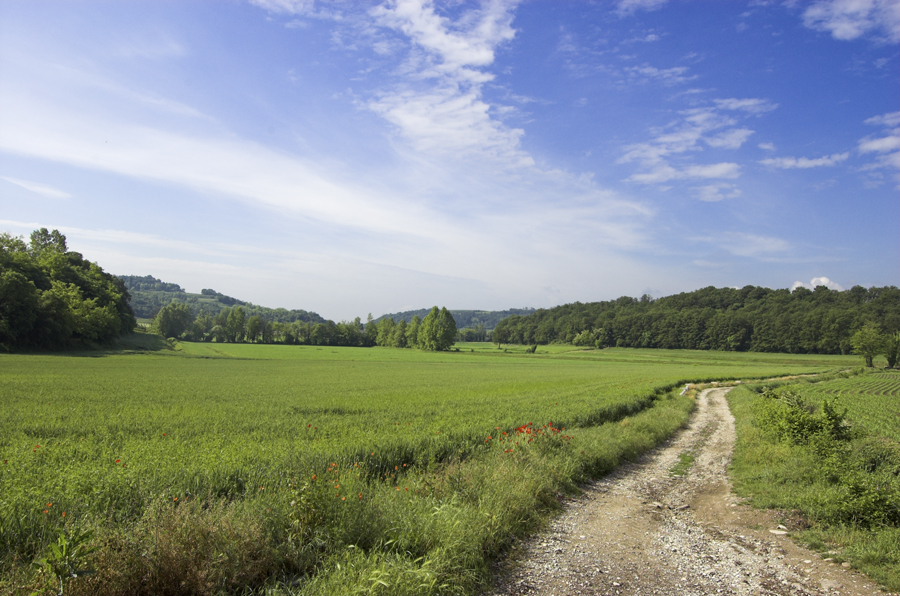
Alcune colline nei pressi di Sommacampagna. L'intero territorio a sud del lago di Garda è caratterizzato dalla presenza di questi rilievi di origine morenica.

La divisione di Quesnel ricevette l'ordine di eseguire immediatamente un cambio di direzione in colonna per muoversi verso Pozzolo contemporaneamente all'avanguardia del generale Bonnemains. La divisione di Rouyer avrebbe dovuto assecondare questo movimento e posizionarsi alla destra della divisione di Quesnel. Inoltre, poiché era nota la presenza di cavalleria austriaca ma non la loro forza, la brigata di cavalleria del generale Perreymond, giunta a Marengo, fu incaricata di fiancheggiare il lato sinistro della divisione di Quesnel. La divisione di Marcognet rimase dalla parti di Roverbella per immobilizzare e mantenere sotto controllo le truppe del corpo di blocco di Mozzecane. Infine, il viceré rimandò la guardia reale a Goito per coprire il ponte che gli austriaci, già stabiliti a Volta e Castel Grimaldo, avrebbero potuto minacciare e grazie al quale avrebbero potuto sbucare alle sue spalle. Giunti nei pressi di Massimbona i francesi si schierarono in una formazione classica: la cavelleria di Perreymond a sinistra, quella di Bonnemains a destra ed al centro, distribuite su due linee, la divisione di Rouyer e quella di Quesnel. Il viceré in persona dirigeva i movimenti, a capo della testa della divisione Quesnel. L'eccessiva, ma comunque giustificata, prudenza di Eugenio ridusse il numero di uomini coinvolti nell'attacco verso Valeggio ad un totale tra 12000 e 13000.

### Lo scontro tra Merville ed Eugenio
Dopo il passaggio del Mincio da parte della brigata Vécsey, il colonnello Gorczkowsky era stato lasciato a guardia del ponte di Pozzolo con 3 squadroni degli ulani Erzherzog Karl. Verso le dieci, questo ufficiale informò il tenente-feldmaresciallo Merville che una forte colonna di cavalleria francese supportata da cannoni si stava muovendo da Goito in direzione di Pozzolo e chiedendo di essere supportato da alcune unità di fanteria. Merville acconsentì: ordinò al battaglione di granatieri di Purczell di andare a stabilirsi con una mezza batteria al ponte di barche di Pozzolo. A Merville, sull'altopiano di Pozzolo, rimasero solo 22 compagnie di granatieri, 10 squadroni della brigata di cavalleria Wrede e 1 mezza batteria. La relativa tranquillità della sponda orientale del Mincio trasse in inganno sia Bellegarde sia Merville, rassicurati anche dalle disposizioni che Vécsey aveva dato al tenente colonnello Mengen ed al suo squadrone di cavalleria: restare sulla sponda orientale e tenere sotto osservazione Goito. Gli alberi limitavano fortemente la visuale, i rumori di spari da Roverbella erano cessati, da Marengo e rotta non si sentiva alcun suono. Fu in questo frangente che il tenente Kohl, inviato a controllare lo stato dell'esercito di Bellegarde sulla sponda orientale del fiume, venne a colloquio con Merville e fu consigliato lui di proseguire verso la posizione di Mayer passando per Marengo. Dopo pochi minuti, l'ufficiale fece ritorno al galoppo da Merville, comunicando la presenza di un grosso distaccamento francese in marcia verso quella posizione. Mentre Kohl ripartì per fare rapporto al feldmaresciallo e Merville stava radunando i propri dragoni, lo squadrone di Mengen veniva inseguito dalla cavalleria francese di Perreymond, che lo aveva messo in fuga e lo stava tallonando. I granatieri non ebbero quasi il tempo di prepararsi che i francesi erano già apparsi all'orizzonte.

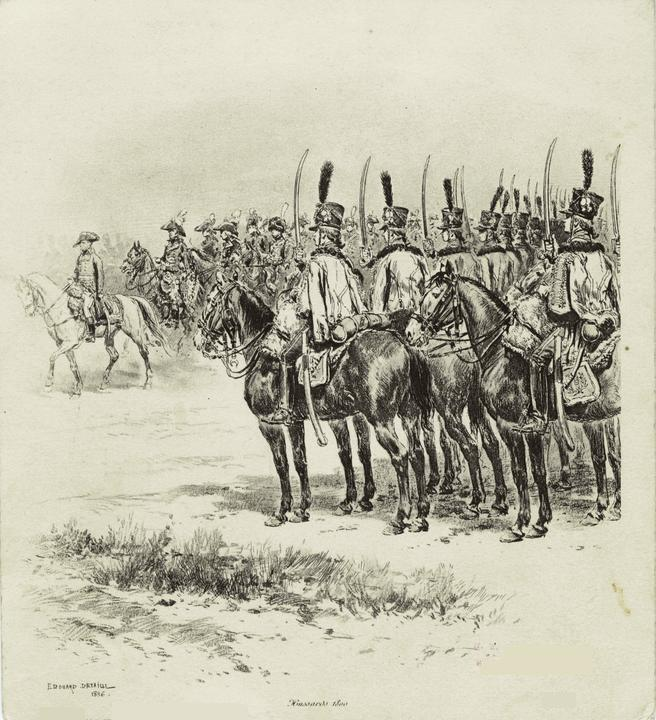
Edouard Detaille, Ussari ispezionati dal Primo Console, 1886

Il comandante austriaco aveva correttamente intuito il piano di Beauharnais: tagliare la linea di ritirata verso Villafranca. Merville reagì subito, cercando di organizzate tempestivamente le difese: mandò Stutterheim sulla sinistra con un battaglione di granatieri a fermare la cavalleria di Perreymond con un fuoco diretto; approfittando della mancanza di slancio di Mermet, Merville prese il reggimento di dragoni Savoia e caricò frontalmente la cavalleria di Perreymond, coadiuvato da un attacco sul fianco da parte degli ulani di Mengen, radunatisi e riorganizzatisi nel frattempo. Complice un errore da parte del loro comandante, un reggimento di ussari fu rapidamente sbaragliato, così come un gruppo di dragoni della regina accorsi in loro supporto. Abbandonata la batteria di cannoni che trasportavano, i dragoni francesi si radunarono con difficoltà sotto la protezione della brigata di Forestier, disposta in formazione a quadrati da Eugenio. I dragoni Savoia si lanciarono all'attacco ma il fuoco francese li gettò nel caos: attaccati sul fianco dai recuperati dragoni della regina, i cavalieri austriaci vennero respinti e riuscirono a salvarsi solo grazie al rapido intervento dei dragoni Hohenlohe. Nonostante la cattura di 6 cannoni, la cavalleria di Wrede fu costretta a tornare verso Pozzolo. Comunque, la cavalleria di Perreymond ormai era fuori combattimento. Fu necessario richiamare la cavalleria della Guardia Reale da Goito, dove rimase esclusivamente la fanteria.
Nel frattempo, Stutterheim riuscì a posizionare la propria brigata: collegandosi sulla destra con il battaglione di Purczell, posto a difesa del ponte, schierò la sua brigata da Ramelli a Pozzolo. La prima linea era composta dalla sua mezza batteria e da due battaglioni: i suoi uomini erano stati divisi in sei gruppi di manovra e l'artiglieria era posizionata a riempire i varchi tra di essi. Gli altri due battaglioni furono divisi in cinque gruppi di manovra e posti a formare la seconda linea. La brigata di cavalleria di Wrede andò a costituire la terza linea, coprendo allo stesso tempo il fianco sinistro, mentre i tre squadroni di ulani Erzherzog Karl andarono a difendere il fianco destro. Il terreno scelto dagli austriaci, tuttavia, non li aiutava nel loro compito di difendersi dagli attacchi francesi: non vi erano ostacoli naturali ad ostacolare le truppe di Eugenio nella loro avanzata e la pianura si estendeva ben oltre alle loro ali, rimaste prive di alcun punto di appoggio. Tutta la difesa degli estremi dello schieramento era delegata alle sole forze di cavalleria, per quanto questa fosse più numerosa e prestante di quella nemica. L'atteso attacco francese, tuttavia, fu ritardato: le prime difficoltà incontrate unite al fatto che la cavalleria reale doveva ancora arrivare da Goito spinsero il viceré ad attendere fino a che le proprie forze non fossero al completo. Questo si tradusse in una pausa di quasi tre quarti d'ora.

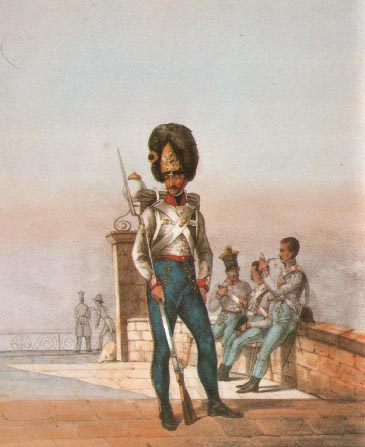
Granatiere austriaco nella prima metà dell'Ottocento

Mentre al centro il combattimento si era fermato, sulla destra francese, la divisione del generale Bonnemains si preparava a scontrarsi con la sinistra austriaca. Operando sul fianco nel tentativo di bloccare le comunicazioni tra Merville e la vicina Valeggio, gli uomini di questa brigata erano riusciti a scacciare alcuni reparti delle brigate austriache di Vécsey e Wrede e ad impossessarsi dei loro bagagli. Appena i franco-italiani furono avvistati dalla cavalleria di Wrede, questi si lanciò all'attacco, sperando di ripetere il successo precedente. Il successo della manovra austriaca fu abilmente stroncato dal 31º reggimento di chaussers a cavallo, incaricato di coprire la destra della formazione napoleonica, che si fiondò sul fianco della cavalleria imperiale, costringendoli a tornare sui propri passi per evitare perdite pesanti. Bonnemains posizionò i suoi quattro cannoni, iniziando a bersagliare gli austriaci, e poi avanzò con i suoi due battaglioni di fanteria leggera: il fuoco austriaco non gli impedì di avanzare, sebbene le perdite si accumulassero in fretta. La situazione si fece scomoda sino all'arrivo delle divisioni Rouyer e Quesnel: gli uomini di Quesnel si posizionarono in prima linea, al fianco dell'avanguardia di Bonnemains, mentre quelli di Rouyer andarono a formare la seconda linea. Sulla sinistra, la cavalleria della guardia e la brigata Perreymond, riorganizzatasi piuttosto sommariamente, completavano lo schieramento francese, finalmente pronto a passare all'offensiva.

La fanteria franco-italiana avanzò su due linee, coperta dal fuoco dell'artiglieria, che colpiva incessantemente gli austriaci. Mentre il viceré caricava la brigata di Forestier per un attacco a Pozzolo, Merville si rese conto di non poter mantenere i propri uomini sotto il fuoco nemico ancora a lungo, essendo il suo esercito sia in inferiorità numerica sia sotto attacco da più direzioni. Invece di ritirarsi, optò per una manovra offensiva: eliminare l'artiglieria napoleonica dal centro dello schieramento nemico. Mandò i granatieri di Welsperg, organizzati in tre gruppi di manovra, contro l'artiglieria francese: giunti in buon ordine a poca distanza dai cannoni nemici nonostante le perdite, attaccarono con la baionetta i difensori francesi. Riuscirono a giungere sino alla batteria del generale Bonnemains, ma una volta lì non poterono far nulla: le perdite subite avevano reso impossibile catturare i pezzi d'artiglieria e sabotarli inchiodandoli avrebbe richiesto troppo tempo. Vennero presto attaccati frontalmente da un battaglione francese mentre una seconda unità tagliava loro la via per la ritirata e si preparava ad accerchiarli quando l'intervento dei granatieri di Chimany permise loro di fuggire. Con tutte le truppe impegnate ed essendo fallito il tentativo di neutralizzare l'artiglieria, Merville decise di indietreggiare leggermente, lasciando che una fila di gelsi nascondesse i suoi uomini dal tiro dei cannoni francesi. Nel frattempo, Bonnemains, proseguendo nella sua manovra di aggiramento, aveva superato le fattorie di Ramelli e Vanoni e si preparava a sbucare a lato dei due quadrati che formavano l'estrema sinistra austriaca. Il 31º reggimento di chaussers a cavallo li attaccò senza che venisse loro ordinato e fallì: Stutterheim notò il loro movimento e spostò diverse compagnie ed una sezione di artiglieria a supporto dell'ala sinistra. Il loro fuoco scoraggiò gli uomini del 31°, che si ritirò piuttosto in fretta. I granatieri austriaci mandati ad impensierie il reggimento di cavalleria francese si fermarono e tornarono sulle loro posizioni iniziali una volta notato che le forze di Bonnemains avevano occupato i due vicini villaggi di Ramelli e Vanoni.

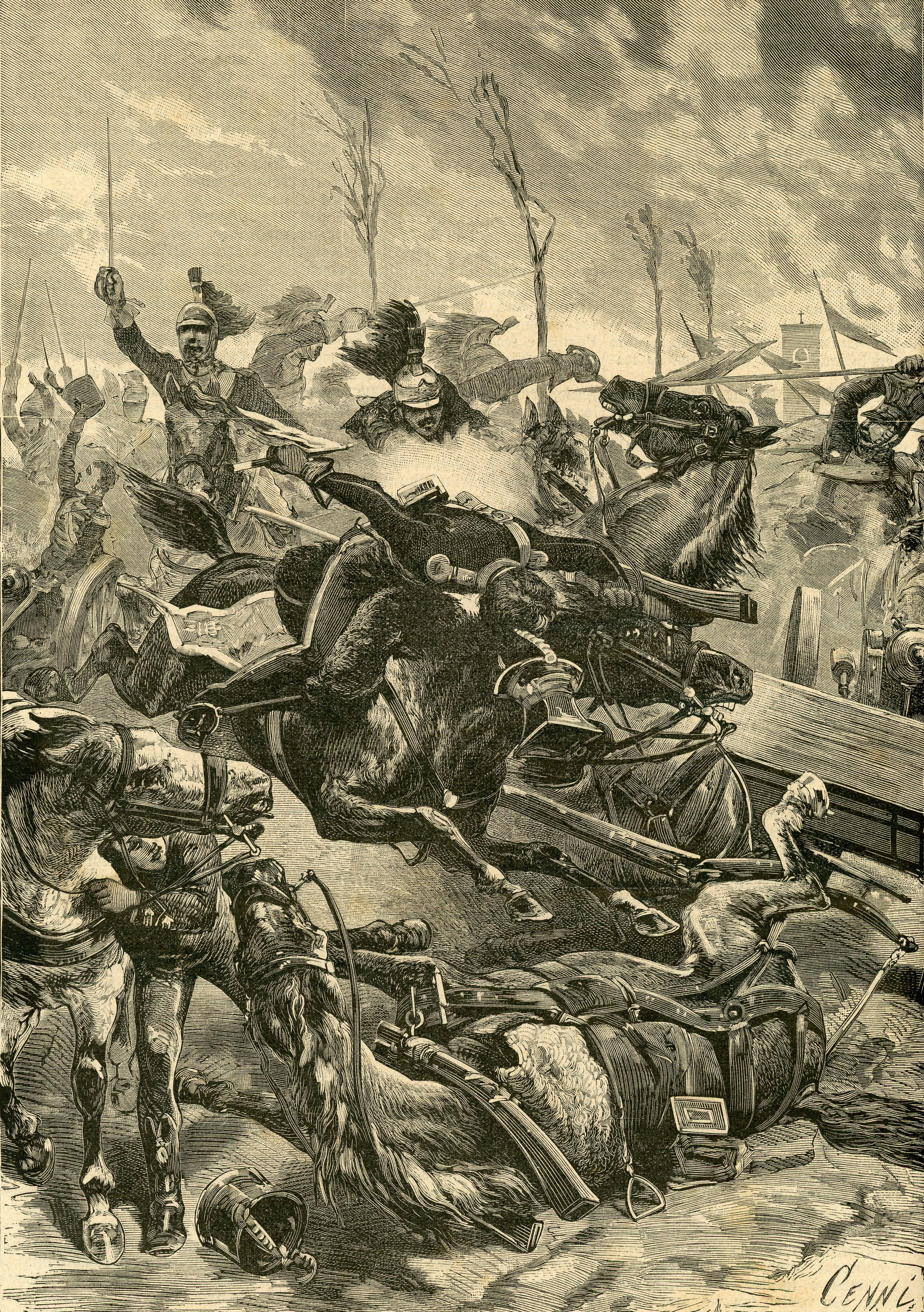
Scontri di cavalleria nel corso della battaglia

L'avanzata di Bonnemains e l'occupazione dei due paesini rappresentava una seria minaccia alla sinistra austriaca, quindi Merville inviò a un battaglione di riprendere quella posizione e al generale Wrede di occupare l'immediata sinistra dei granatieri. Sfortunatamente, Wrede si spinse troppo a est con i suoi dragoni, creando un varco nello schieramento delle forze imperiali asburgiche. Eugenio notò subito l'errore commesso, spingendo vigorosamente su tutta la linea e lanciando un battaglione contro la vulnerabile sinistra nemica: non avendo più riserve da impegnare, a Merville non restò che indietreggiare ordinatamente verso una nuova posizione a due chilometri di distanza in direzione nord-est. Il ripiegamento degli austriaci permise al viceré di distaccare quattro battaglioni della brigata Forestier, che formavano la sua sinistra, presso il ponte di Pozzolo. A disposizione di Eugenio rimasero tre brigate agli ordini di Quesnel e Rouyer, la brigata di cavalleria di Perreymond e le forze di Bonnemains, due battaglioni e una brigata di cavalleria. Merville tentò in ogni modo di prolungare il più a lungo possibile la sua resistenza: si sistemò in una posizione difensiva nei pressi di Mazzi, dove preparò una batteria sulla strada per Valeggio. Eugenio la fece immediatamente attaccare e, dopo aver trovato un parziale successo con i suoi fucilieri, decise di mandare in avanti la divisione di Rouyer per tentare di prendere Mazzi mentre Bonnemains con i suoi uomini attaccava Quaderni, minacciando Stutterheim. Contemporaneamente, impensieriti dall'arrivo della brigata Forestier, gli uomini di Purczell, protetti dall'artiglieria e dal fuoco dei granatieri, presero posizione sull'altra sponda del fiume. Alle tre, dopo aver perso numerosi uomini, cannoni ed ufficiali, Merville ordinò ai suoi uomini di ritirarsi ulteriormente verso Foroni, a soli 4 chilometri da Valeggio, e di abbandonare le posizioni di Mazzi, Campagnola e Pasini, nella speranza che dei rinforzi arrivassero in tempo: Eugenio avrebbe cercato in ogni modo di aggirare la sinistra austriaca per spingersi a Valeggio e Merville non aveva più risorse sufficienti per prolungare ancora a lungo lo scontro.

#### Eugenio viene fermato a Foroni

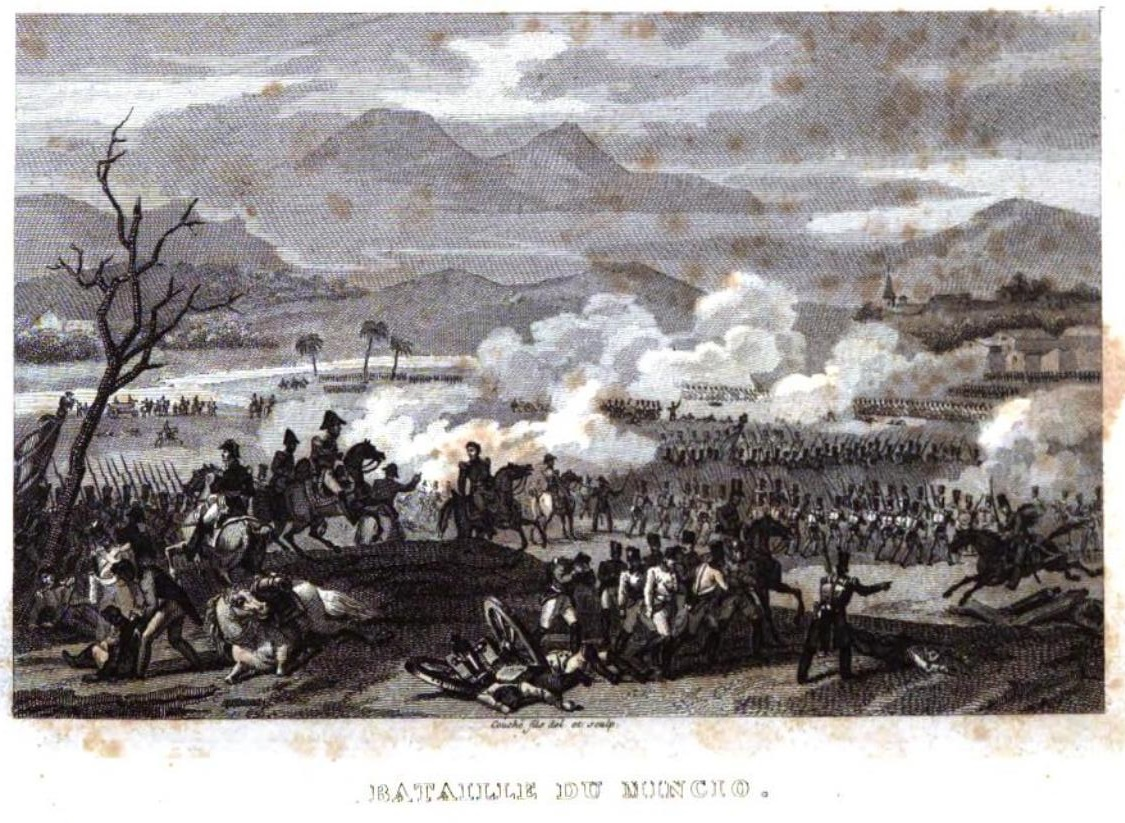
Rappresentazione della battaglia del Mincio

I rumori provenienti da Pozzolo avevano già iniziato a destare le prime preoccupazioni ed i primi sospetti degli ufficiali austriaci: Vécsey, udito il frastuono, fermò la propria marcia nei pressi di Cereta, attendendo ordini e notizie. Bellegarde, avvisato già da mezzogiorno dei movimenti del viceré verso Valeggio, esitava incomprensibilmente e ritardava l'invio di uomini verso la posizione di Merville, nonostante i preoccupanti e continui rapporti che giungevano a lui dal suo generale a Pozzolo, adesso in estrema difficoltà, e da Mayer, che aveva fronteggiato i francesi per primo e che era stato sostanzialmente sconfitto. Una decisione immediata avrebbe permesso non solo alla brigata Quosdanovich, ferma a Valeggio, ma anche a parte della più distante divisione di Fenner di partire da Olionze e giungere in soccorso di Merville. Bellegarde, nel suo rapporto all'imperatore, scrisse della sua convinzione che le sue forze a Pozzolo sarebbero state sufficienti a fermare l'avanzata di Eugenio, palesemente sottovalutando il rischio che aveva corso. Alla fine, il comandante austriaco prese la decisione di inviare dei rinforzi a Merville, sebbene questi fossero relativamente deboli e costituissero solo una frazione delle forze ancora disponibili: diede semplicemente ordine alla brigata del generale Quosdanovich di entrare in prima linea con quattro battaglioni, una batteria da 6 libbre e due batterie da 12 libbre di riserva. Allo stesso tempo, ordinò a Mayer di resistere fino all'estremo limite a San Zenone in Mezzo nei pressi di Mozzecane, e proibì a Sommariva di inviare gente sulla riva destra del Mincio, cosa che aveva fatto costantemente nonostante le richieste di rinforzi da parte di Merville, ordinandogli invece di dirigere verso Valeggio alcuni dei reparti che avevano già attraversato il fiume. Questi movimenti da parte di Bellegarde tolsero definitivamente ad Eugenio la possibilità di vincere lo scontro: le sue forze erano disperse su un fronte troppo ampio e non sarebbero state in grado di ricongiungersi per sferrare un decisivo attacco contro la posizione di Merville. Infatti, Zucchi e Marcognet erano ancora impegnati con le forze di Mayer mentre, per timore di un intervento da parte di Vécsey e Steffanini, gli uomini messi di guardia a Goito non potevano essere spostati.

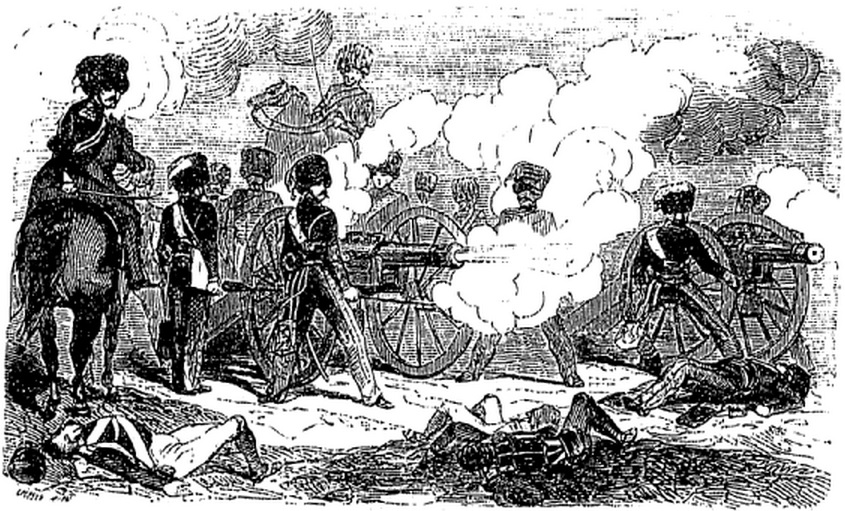
Artiglieri a cavallo francesi

Dopo aver destinato due battaglioni della divisione di Quosdanovich a rinforzare Mayer a Mozzecane, Bellegarde inviò due dei quattro rimanenti battaglioni di Quosdanovich verso Valeggio. Il loro numero era assolutamente insufficiente a cambiare le sorti della battaglia, ma il loro arrivo sollevò notevolmente il morale delle esauste truppe di Merville. Con il loro arrivo a Foroni verso le 15:30, Merville riuscì ad organizzare rapidamente un'offensiva verso le cascine di Pasini e Mazzi, mettendo in fuga i francesi. Eugenio, che guidava personalmente la battaglia, fermò i fuggitivi, li radunò e lanciò un nuovo attacco, sfruttando la comparsa della brigata Deconchy alla sua destra. Verso le 17, i francesi avevano ripreso le posizioni perse: i combattimenti nei pressi di Foroni proseguivano con ferocia mentre gli austriaci, decimati dall'artiglieria francese, tentavano di rifugiarsi nel paesino e prolungare la resistenza. Nel frattempo, Quosdanovich, giunto da poco sul campo di battaglia, venne gravemente ferito alla testa e fu costretto ad allontanarsi dal teatro degli scontri. Poco prima del calar della sera, quando i fucilieri francesi iniziarono ad occupare le prime case di Foroni, il reggimento Deutschmeister, precedentemente richiamato dalla sponda sinistra del Mincio da Bellegarde, fece la sua comparsa, stabilizzando la situazione e determinando il possesso austriaco del paesino. L'arrivo della notte pose fine ai combattimenti ed allo stesso tempo nuovi rinforzi, stavolta molto più consistenti, giunsero a rinforzare la posizione di Foroni: tre battaglioni e due squadroni di ussari, provenienti dalle brigate Quosdanovich e Bogdan e dalla divisione di Fenner.

### La situazione degli altri teatri

#### La sponda occidentale del Mincio

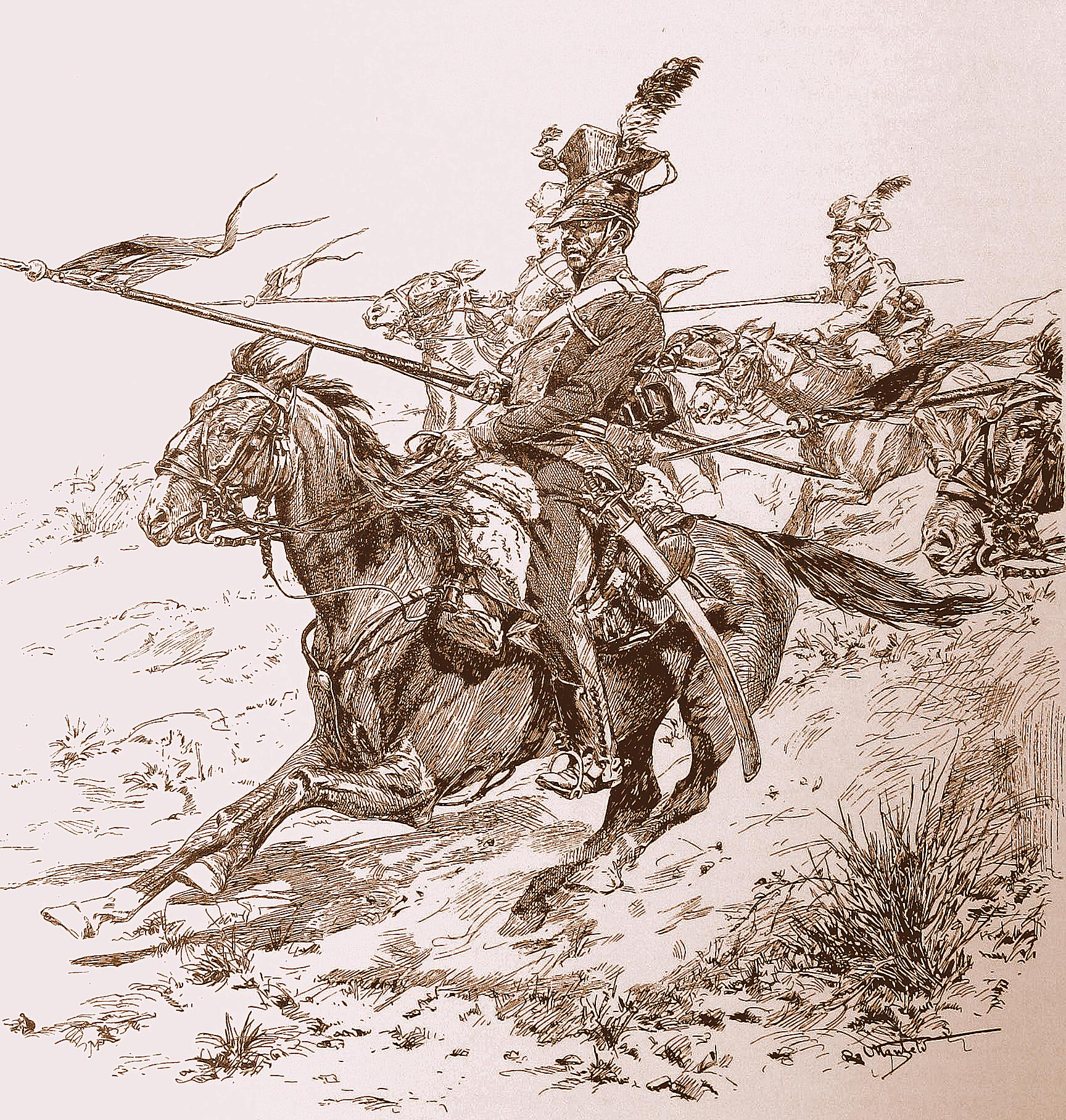
Carica di ulani austriaci

Sulla sponda opposta del Mincio, mentre Eugenio si batteva contro Merville, il generale Verdier aveva ormai compreso da tempo di non avere le forze necessarie per passare all'offensiva e di conseguenza decise di impiegare tutte le sue energie nel mantenere la posizione il più a lungo possibile contro le truppe di von Radivojevich. I francesi combatterono con estrema tenacia, in parte incoraggiati dal fuoco dei cannoni proveniente da Pozzolo, e, in effetti, nonostante la netta superiorità numerica i progressi delle truppe austriache furono pochi e molto lenti: temendo il fuoco dei cannoni francesi sulla piccola pianura di fronte a Monzambano, le forze del generale austriaco si concentrarono sulle ali del suo schieramento. Le asperità del terreno avevano notevolmente rallentato il movimento dell'ala sinistra austriaca contro la posizione del generale Fressinet e solo dopo diverse ore erano sul punto di poterla aggirare mentre, per quanto concernesse l'ala opposta, le truppe asburgiche, rinforzate nel corso degli scontri da altri due battaglioni, erano riuscite ad impadronirsi delle prime case di Monzambano quando le loro cartucce finirono e furono costretti a cessare il fuoco. Uno sforzo concreto e rapido da parte degli austriaci in questo momento dello scontro avrebbe forse causato la ritirata verso Peschiera da parte di Verdier ma in quegli stessi istanti Bellegarde iniziò a riportare le proprie truppe sulla sponda orientale del fiume e a stabilizzare le posizioni dei monti Oliveto e Olfino. Notato il movimento austriaco, Verdier sfruttò l'occasione per riprendere pieno possesso di Monzambano e tentare un attacco ai monti Oliveto e Olfino, attacco poi fallito a causa del ritorno di alcuni battaglioni austriaci. Anche qui la notte pose fine agli scontri.
All'estrema sinistra delle linee franco-italiane, la divisione di Palombini aveva lasciato Peschiera al mattino con l'intenzione di avanzare attraverso Cavalcaselle verso Salionze. Alle dieci del mattino, il marchese Sommariva aveva ammassato quattro battaglioni a Salionze e intendeva attaccare la testa di ponte di Monzambano con un battaglione di cacciatori supportato da tre squadroni. Tuttavia, dopo una scaramuccia nei pressi del fiume, Sommariva aveva abbandonato l'attacco, decidendo di spostare parte delle sue truppe sulle alture di Pra Vecchia per prevenire un eventuale sfondamento della linea da parte dei francesi. Mentre l'artiglieria napoleonica bersagliava i cannoni austriaci posizionati a Pra Vecchia, Palombini avanzava e travolgeva gli avamposti austriaci sul suo cammino, ostacolato da mezzo squadrone di ussari. Dopo essersi ricongiunto con Vlašić, Sommariva fu informato dei movimenti del generale italiano ed inviò un reggimento di fanteria sul posto a contenere i suoi movimenti. Allo stesso tempo, Palombini venne a conoscenza della criticità della situazione di Fressinet e preferì ritirarsi sotto i cannoni di Peschiera piuttosto di impegnarsi in uno scontro più serio. Nel frattempo, le brigate Vécsey e Steffannini, rimaste sostanzialmente inutilizzate per tutta la giornata, tornarono verso la sponda austriaca, attraversando il Mincio e giungendo sulle alture di Borghetto verso le sei di sera.

#### La sponda orientale

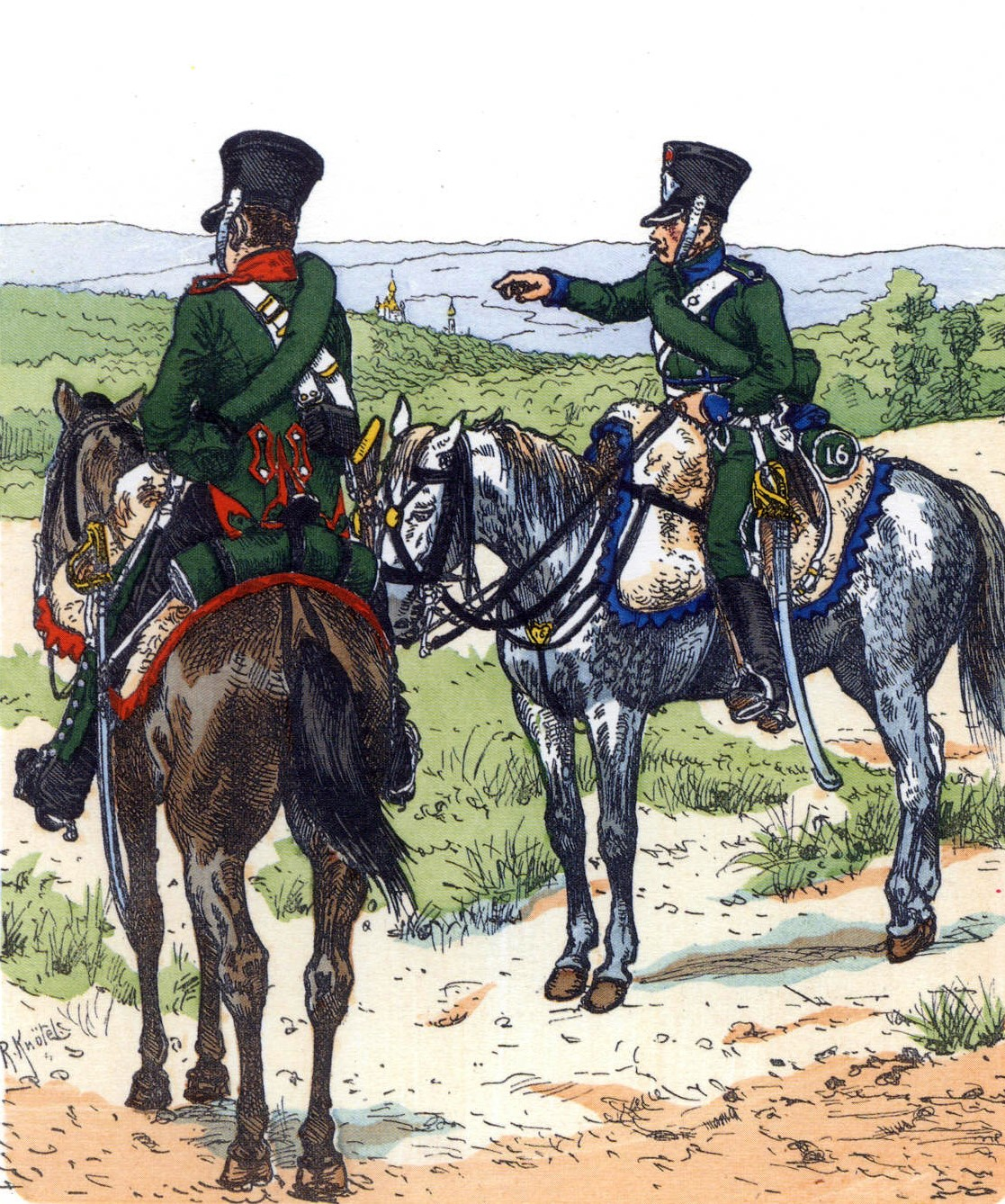
Chasseurs a cavallo nel 1812

Era invece complicata la situazione del generale Mayer: era riuscito a contenere l'avanzata di Zucchi, concentrando, non senza difficoltà, le sue forze a Mozzecane e unendole alle riserve all'una del pomeriggio, in modo da coprire Villafranca e le vie di comunicazione con il resto dell'esercito. Zucchi sembrava voler aggirare la posizione di Mozzecane passando per Pellaloco mentre il generale austriaco Eckhardt, che stava marciando da Legnago, non era ancora giunto a rafforzare il blocco di Mayer. Costretto ad agire per evitare il disastro, Mayer decise di approfittare di una breve pausa dei combattimenti con le forze di Marcognet nei pressi di Roverbella per spostare tre dei battaglioni del reggimento Spleny nel punto di congiunzione nelle due strade tra Castiglione Mantovano e Pellaloco e tra Roverbella e Villafranca; contemporaneamente, prese due compagnie e ordinò loro di affiancare la sua avanzata per poi supportare i suoi avamposti tra Pellaloco e Roverbella, ostacolando quanto più possibile i francesi, che stavano marciando sulla strada principale. Dietro a questa linea fu posizionato il generale Watlet con 3 battaglioni, 2 squadroni e mezza batteria a Mozzecane mentre il generale Spiegel formava una riserva di cavalleria alle spalle del villaggio.
Mayer, in realtà, non era pienamente convinto che una difesa passiva sarebbe stata sufficiente e pianificava di passare all'attacco alla prima occasione possibile. Questo accade di lì a breve: Eckhardt raggiunse una buona posizione, abbastanza vicina da impensierire la destra di Zucchi, mentre alcuni dei battaglioni di Rouyer furono spostati su un altro teatro di battaglia. Rimasto solo contro le forze di Marcognet e Zucchi, il generale austriaco decise di attaccare con forza Pellaloco, rimasta coperta da soli 3 battaglioni piuttosto provati dagli scontri. Parallelamente, Mayer tentò di prendere anche Castiglione Mantovano: mentre il reggimento Spleny riuscì a prendere e a mantenere il possesso di Pellaloco, lo stesso non si può dire dell'altro bersaglio del generale, che fu soggetto ad una forte contesa tra gli austriaci e i francesi, che si strapparono numerose volte il possesso della cittadina. Watlet, invece, non aveva avuto grossi problemi a difendere Mozzecane da Marcognet, dal momento che il francese aveva dovuto inviare la brigata Deconchy ad Eugenio, diminuendo notevolmente la forza di tutti i suoi attacchi successivi. Quest'ultima posizione era così sicura che Mayer aveva brevemente pensato di inviare alcune compagnie in supporto di Merville. Al calare della notte, due battaglioni del reggimento Coburg della brigata Quosdanovich giunsero a Mozzecane per rinforzare il corpo di blocco. Ma i combattimenti erano già cessati, con un costo decisamente elevato: le perdite, secondo lo stesso Mayer, ammontavano a 1540 uomini.

### Le posizioni assunte a fine giornata

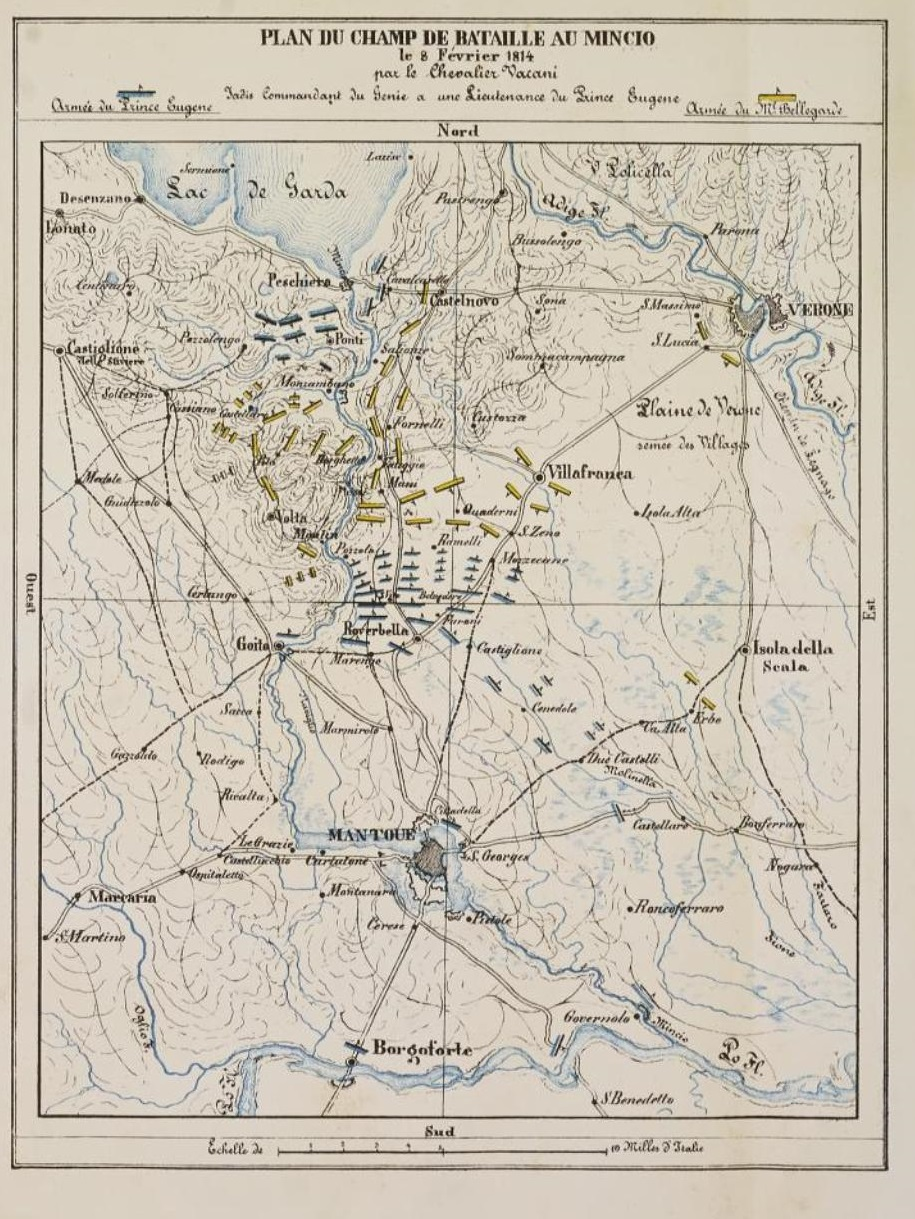
Mappa della battaglia

II due comandanti in capo, non appena ebbero stabilito il loro quartier generale per la notte del 9 febbraio (il viceré a Marengo, Bellegarde a Valeggio), si misero all'opera per inviare gli ordini per il giorno seguente. Quanto alle loro truppe, rimasero da entrambe le parti, più o meno nelle posizioni che occupavano alla fine della giornata, proprio nei punti in cui avevano combattuto.
L'esercito del viceré era quindi così distribuito: 
- sull'ala sinistra, la divisione di Palombini era entrata nelle fortificazioni di Peschiera mentre Fressinet era bivaccato presso Monzambano;
- sulla destra, Zucchi aveva radunato la sua divisione poco dietro Castiglione Mantovano, con la divisione di Marcognet di fronte e alla sua sinistra a Roverbella;
- al centro, la brigata di Bonnemains bivaccava tra Roverbella e Pozzolo, con le divisioni di Quesnel e Rouyer alle spalle, schierate su una linea che si estendeva da Roverbella a Casina Aldegatti e, come loro, formando un fronte verso Valeggio. La cavalleria di Perreymond e quella della Guardia erano con il viceré a Marengo, e la fanteria della Guardia rimase, come per tutto il giorno, nei pressi di Goito. Gli avamposti del viceré sulla riva orientale del Mincio descrivevano un arco che si estendeva da Roverbella a Pozzolo.

Invece, le truppe di Bellegarde erano disposte come segue:
- all'estrema destra dello schieramento, Vlašić era tornato a Cavalcaselle mentre alla sua sinistra, a Salionze, si era portato Fenner con il grosso della sua divisione;
- al centro, le brigate Vécsey e Steffanini erano tornate sulla sponda destra del fiume, mentre la divisione di von Radivojevich era ancora divisa tra entrambe le sponde: le truppe richiamate la sera erano ancora sulla sponda "francese", tra Olfino e Borghetto, mentre quelle richiamate durante il pomeriggio erano riuscite ad attraversare il fiume prima del calar della notte. Pflacher era rimasto a Borghetto mentre Merville continuò ad occupare Ca' Mazzi e Foroni;
- a sinistra Mayer bivaccò a Mozzecane mentre una linea di avamposti andava da Remelli a Castiglione Mantovano, passando per Parisi e Pellaloco.[100]

## Conseguenze e bilancio
La stanchezza accumulata dalle truppe, impegnate fin dal mattino, e l'ora tarda in cui la battaglia si era conclusa avevano impedito ai comandanti in capo dei due eserciti di ordinare ulteriori movimenti, che l'oscurità della notte avrebbe comunque reso ancora più difficili. Eugenio e Bellegarde fecero spostare le proprie truppe il mattino seguente: il viceré era deciso a riprendere il collegamento con le forze di Verdier per cui fece spostare le proprie forze sulla sponda occidentale del fiume mentre il maresciallo austriaco, per evitare problemi dovuti alla posizione di von Radivojevich, fece ritirare dalla sponda sinistra tutte le armate ivi rimaste. Ergo, all'inizio del giorno 9 febbraio, sia l'esercito franco italiano sia l'esercito austriaco erano tornate quelle di partenza. Il giorno 10 fu tentato nuovamente il passaggio del Mincio a Borghetto ma Eugenio, che non si fece trovare impreparato, inviò Grenier a gestire la cosa: gli austriaci furono nuovamente respinti sulla sponda destra del fiume. Per tentare di aggirare la formidabile linea del Mincio, gli austriaci tentarono successivamente di passare tramite la Val Trompia e tramite Salò, ma vennero abilmente respinti dal generale Bonfanti. Conseguentemente, constatata l'impossibilità di aprire un varco nelle difese franco-italiane, Bellegarde abbandonò, almeno per il momento, ogni offensiva, anche attendendo l'ingresso in guerra di Murat a fianco della Coalizione, cosa effettivamente accaduta il 15 febbraio.
Per quanto inizialmente entrambe le parti avessero reclamato per sé la vittoria, in realtà lo scontro era terminato con un costoso pareggio. Forse, ma solo parzialmente, i franco-italiani potevano considerare la battaglia come una parziale vittoria, essendo stato il loro scopo quello di rallentare gli austriaci fin dal principio, ed in ciò sicuramente riuscirono. Quanto alle perdite, le varie fonti inizialmente discordarono sul numero effettivo di caduti da ambe le parti, ovviamente facendo di ciò un mezzo di propaganda. Ergo, le fonti austriache gonfiarono i bilanci in loro favore, esattamente come fecero i francesi nell'altra direzione. Si stima, in realtà, che le perdite siano state di circa 3500-4000 uomini a testa. Infine, è più che necessario riportare che l'eccellente prestazione di Merville, che resistette per ore alle truppe di Eugenio con la sua sola divisione, fu generosamente premiata: il generale ricevette il titolo di Commendatore dell'Ordine militare di Maria Teresa esattamente un mese dopo la battaglia.